# Melchior (mag)
Melchior, denumit și  Melichior, este considerat, alături de Gaspar și Baltazar, unul dintre Magii de la Răsărit care au mers să-l vadă pe pruncul Isus după nașterea acestuia. A fost menționat adesea în scrierile religioase și literare ca fiind cel mai în vârstă dintre magi. El este denumit în mod tradițional ca rege al Persiei și i-a adus aur în dar lui Isus. În Biserica Apuseană, el este considerat sfânt (așa cum sunt și ceilalți doi magi).

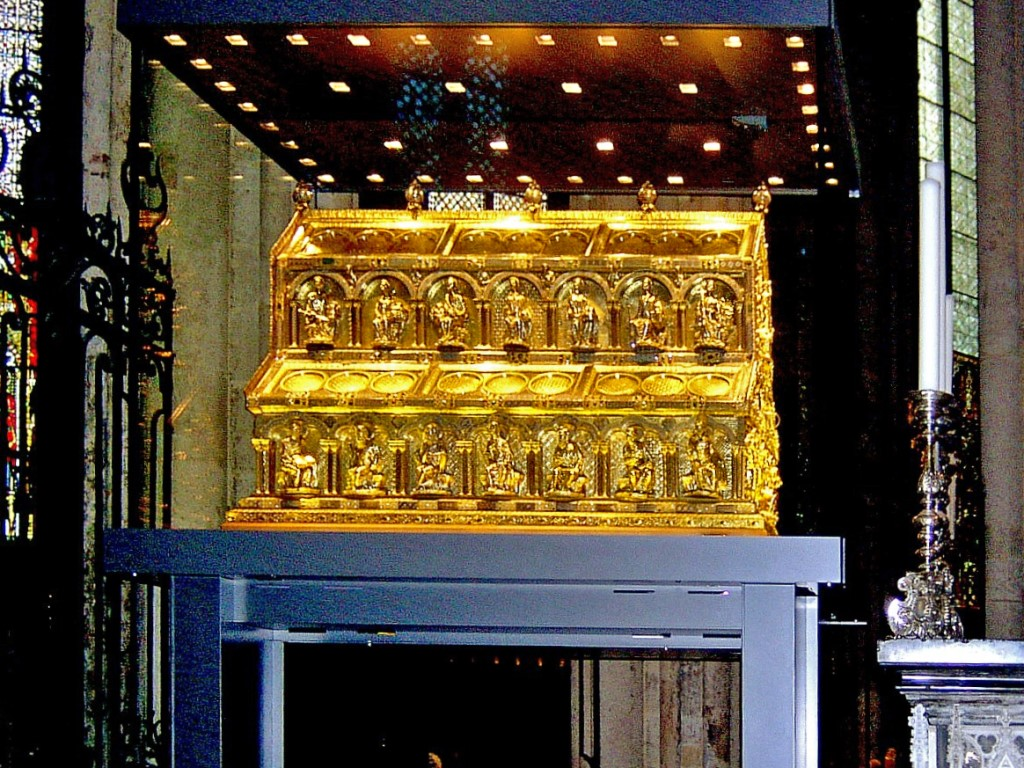
Chivotul cu presupusele oseminte ale celor trei crai de la răsărit in Domul din Köln.

## Tradiție
Evangheliile Noului Testament nu precizează numele magilor (și nici numărul lor), dar numele lor tradiționale provin dintr-un manuscris grec din anul 500 AD tradus în latină și acceptat în mod obișnuit ca sursă a numelor. Melchior a fost descris de Sfântul Beda în secolul al VIII-lea ca fiind „un bătrân cu părul alb și barbă lungă”. Melchior este considerat în mod obișnuit ca rege al Persiei. Urmând Steaua de la Betleem, magii au călătorit întâi la palatul lui Irod cel Mare, care le-a cerut să-l găsească pe pruncul Isus și să-l anunțe și pe el. Ajunși la locul nașterii lui Isus, magii s-au închinat și i-au oferit daruri, iar Melchior a dăruit aur ce simboliza regalitatea lui Isus și domnirea sa asupra lumii. După revenirea în Persia, Melchior s-a întâlnit din nou cu ceilalți magi în 54 AD în Regatul Armeniei pentru a sărbători Crăciunul, înainte de a muri, la vârsta de 116 ani, la 1 ianuarie 55 AD.

## Sărbătorire
Relicvele lui Melchior, ca și ale celorlalți doi magi, sunt presupuse a fi înmormântate în Sanctuarul celor Trei Regi din Catedrala din Köln după ce rămășițele sale pământești fuseseră mutate de episcopul Eustorgius I în anul 314 de la Constantinopol la Milano. În anul 1164 Sfântul Împărat Roman Frederic Barbarossa a mutat relicvele la Köln. Melchior este sărbătorit de Bobotează, împreună cu ceilalți magi, dar și separat, în Biserica Catolică, la 6 ianuarie.

## Galerie de imagini

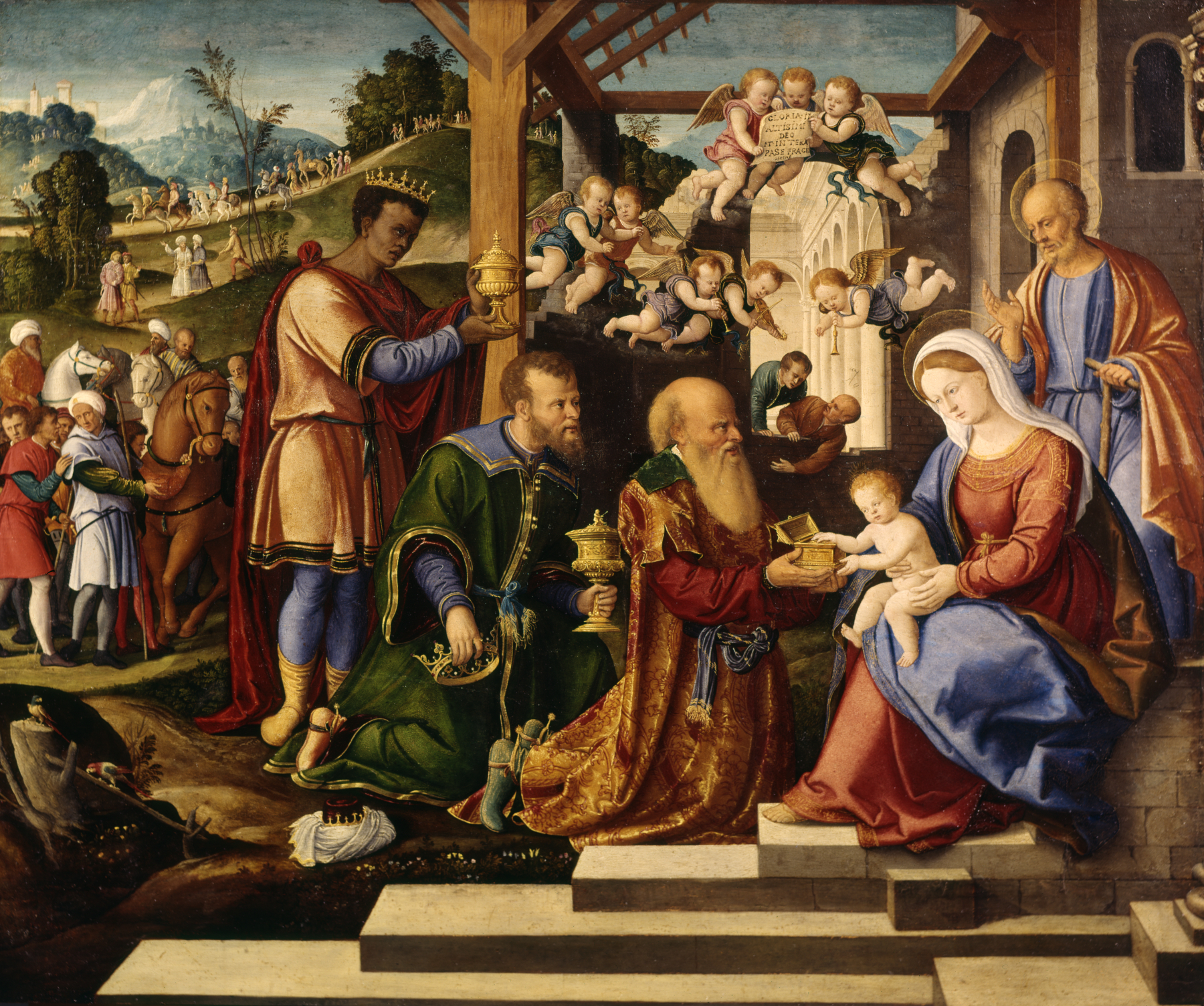
Adorația Magilor de Girolamo da Santacroce
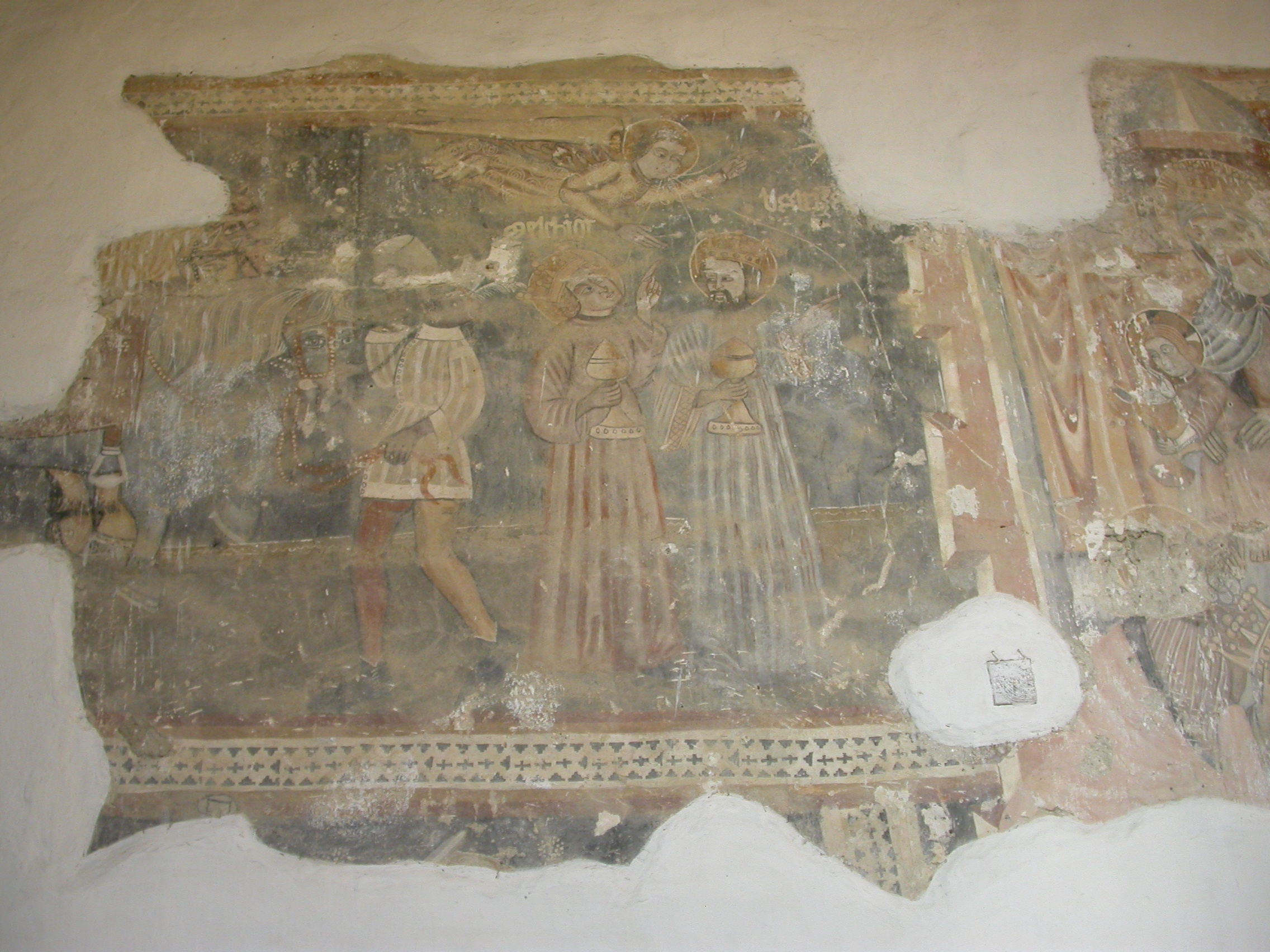
Melchior în centrul frescei celor trei magi, Ansamblul bisericii reformate din Rugănești, județul Harghita